# Les Journaux du Midi

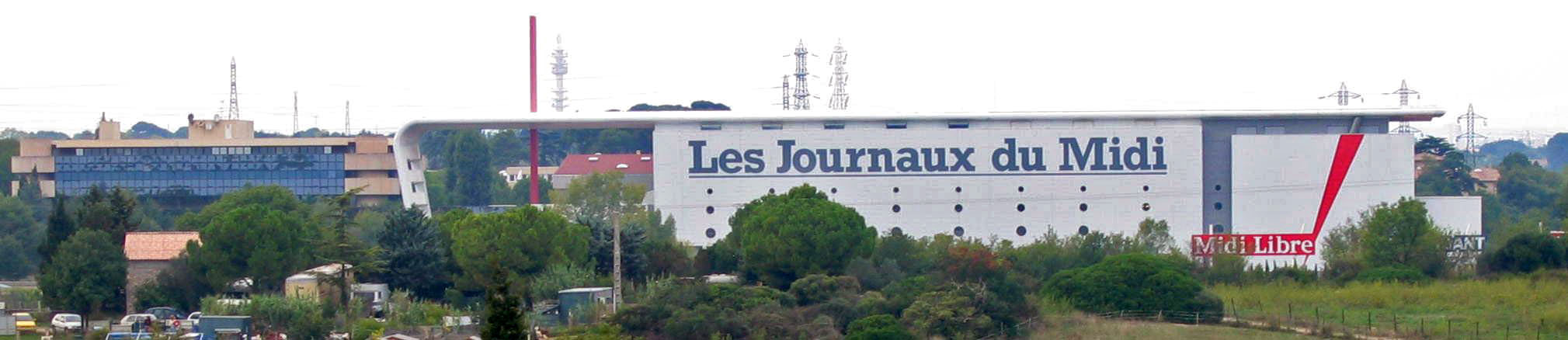
Le siège du journal à Saint-Jean-de-Védas

Les Journaux du Midi est un pôle multimédia français qui coordonne sur les quotidiens du sud de la France : le Midi libre, L'Indépendant et Centre Presse. Alain Plombat est le président du directoire des Journaux du Midi. Elle publie notamment les hebdomadaires et magazines :
- La Semaine de Nîmes
- Le Journal de Millau
- L'Aveyronnais
- Le Catalan Judiciaire
- Terre de Vins
- Terres Catalanes

Parmi les sociétés du pôle se trouvent : l'entreprise l'Indépendant du Midi, et l'entreprise société du Journal Midi Libre et l'entreprise Société Aveyronnaise Centre Presse.

## Historique
En 2005, Sud Communication qui en détient 15 % les revend au groupe La Vie-Le Monde. Courant 2007, La Vie-Le Monde et Hachette Filipacchi Médias (Groupe Lagardère) échouent à former une holding rassemblant les quotidiens régionaux du Sud-Est.
En 2008, Les Journaux du Midi est alors acheté par le Groupe Sud Ouest, qui le développe dans tous les domaines de la communication en Languedoc-Roussillon et en Aveyron, multipliant les activités dans le domaine de la presse écrite, de l'audiovisuel, de l'Internet, de l'édition et des voyages.
En juin 2015, le groupe La Dépêche du Midi annonce l'officialisation de l'acquisition de Les Journaux du Midi, pour un montant de 15 millions d'euros. Dans le même temps, il annonce la suppression de 300 postes, répartis à parts égales entre les deux groupes qui ont respectivement 800 et 920 employés, soit légèrement moins qu'annoncé précédemment.